# Muti (famiglia)
I Muti (poi Muti Bussi) erano un'antica famiglia nobile romana che faceva risalire le proprie origini mitiche addirittura a Muzio Scevola, da cui sembrerebbero derivare le due mazze in stemma e l'impresa della famiglia caratterizzata da una mano sul fuoco, come nell'episodio del celebre eroe romano.

## Storia
In realtà il primo dato certo su questa famiglia risale al 1139 quando viene indicato un certo Bobone.
La famiglia in seguito contrasse matrimoni con i Capranica, i Cesarini e i Capizucchi, dal XIV secolo.
Orazio Muti fece costruire il palazzo ancora oggi presente in piazza d'Aracoeli attorno al 1560. Carlo, successivamente, fu il primo a ricevere da Sisto V il titolo di duca sul feudo di Canemorto, cambiato poi da Michelangelo con il feudo di Rignano, scambiato con i Borghese. Carlo, al servizio dei Savoia come ambasciatore presso la Santa Sede, venne infeudato anche del marchesato di Settimo Torinese da Carlo Emanuele I. Durante il regno di Paolo V, Tiberio venne nominato cardinale e vescovo di Viterbo.
Nel XVII secolo, Isabella Muti fu madre di papa Innocenzo XIII.
Il cognome Bussi venne aggiunto quando, all'inizio dell'Ottocento, Cecilia sposò Giulio Bussi e la casata tale rimase sino all'estinzione della stessa con la morte della duchessa Olimpia nel 1972.
L'altra famiglia nobile romana dei Muti Papazzurri sembra non aver avuto legami di parentela con questa.

## Duchi di Canemorto poi di Rignano
- Carlo (1546-1593), I duca di Canemorto
- Giacomo (1571-1623), II duca di Canemorto
- Michelangelo (1623-1646), III duca di Canemorto, I duca di Rignano
- Giacomo (1638-1707), II duca di Rignano
- Teresa (1675-1711), III duchessa di Rignano, sposò in prime nozze Taddeo Barberini (1666–1702) e poi si risposò con Federico Cesi, duca di Acquasparta

## Muti Bussi
- Innocenzo Muti Bussi (m. 1781), I duca di Rocca Sinibalda
- Giovanni Paolo, I marchese di Settimo e Gassino
- Giulio (1895-1931), marchese di Settimo e Gassino
- Olimpia, marchesa di Settimo e Gassino